# Fritz Jöde
Fritz Jöde (* 2. August 1887 in Hamburg; † 19. Oktober 1970 ebenda) war ein deutscher Musikpädagoge und eine der führenden Persönlichkeiten in der Jugendmusikbewegung.

## Leben

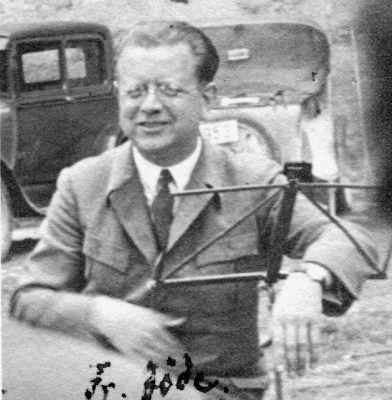
Fritz Jöde 1932

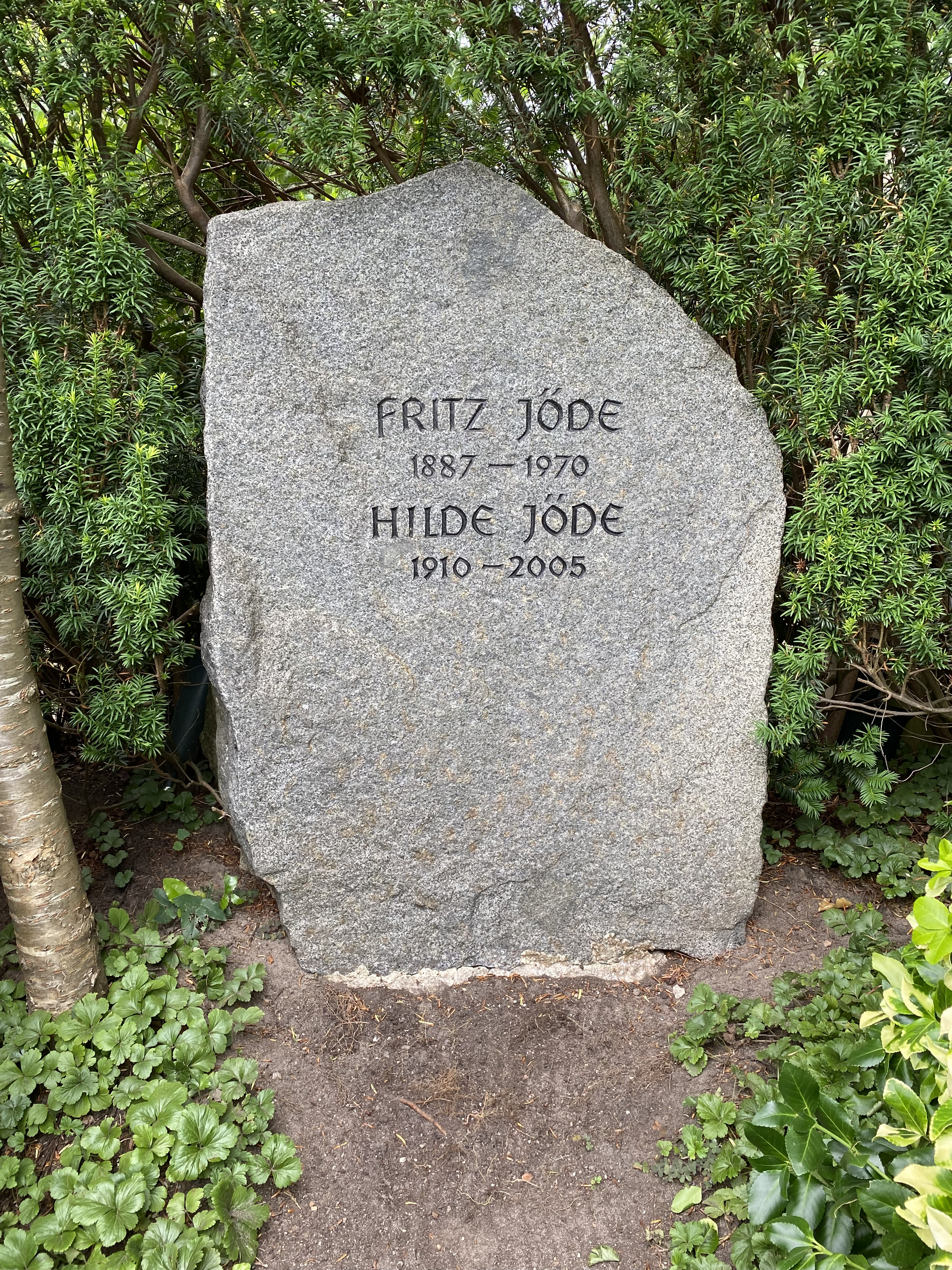
Grabstätte

Jöde war der Sohn eines Schuhmachermeisters. Nach dem Studium wirkte Jöde zunächst als Pädagoge an einer Volksschule in Hamburg und schloss sich 1916 der Jugendbewegung an. Zunächst war er ein musikalischer Autodidakt. 1917 erschienen sein Gesangbuch Der kleine Rosengarten mit eigenen Kompositionen zu dem gleichnamigen Gedichtband von Hermann Löns aus dem Jahr 1911. Aufgrund seiner Leistungen im Bereich der Volksmusikpflege wurde er vom Schuldienst für ein musikwissenschaftliches Studium freigestellt. In den Jahren 1920 und 1921 studierte Jöde in Leipzig, vorwiegend bei Hermann Abert.
Im Anschluss daran ging Jöde 1923 als Dozent an die Staatliche Akademie für Kirchen- und Schulmusik nach Berlin. Dort gründete er noch im selben Jahr die erste staatliche Jugendmusikschule. 1926 initiierte Jöde auch sogenannte Offene Singstunden. Ab 1930 übertrug man ihm die Leitung des Seminars für Volks- und Jugendmusikpflege an der Akademie, der er immer noch verbunden war.
Nach der „Machtergreifung“ der Nationalsozialisten 1933 wurde er „bis auf weiteres“ beurlaubt. Für diese Beurlaubung können ein Artikel des Pfitzner-Biographen Walter Abendroth im Berliner Lokal-Anzeiger sowie weitere in der Zeitschrift für Musik und der Allgemeinen Musikzeitung eine Rolle gespielt haben. Weiter gab es eine „Erklärung gegen Jöde“ in letzteren beiden Zeitungen, die unter anderem von Hans Pfitzner, Paul Pretzsch, Heinz Pringsheim und Paul Schwers unterschrieben wurde.
Im Jahr 1934 erschien Der Musikant: Lieder für die Schule, herausgegeben von Fritz Jöde im Georg Kallmeyer Verlag (Wolfenbüttel, Berlin 1934). Das Liederbuch ist in sieben Kapitel unterteilt.
Im letzten Kapitel Deutschland im Lied ist das Titelbild mit einem Hakenkreuz versehen. Hier sind Lieder versammelt, die das Erstarken Hitlerdeutschlands propagieren, z. B. Heinrich Spitta (1933): Erwachen, Kanon zu zwei Stimmen nach Worten von Friedrich Schiller (1798): „Und setzet ihr nicht das Leben ein, nie wird euch das Leben gewonnen sein.“ oder von Otto Riethmüller (1933): Deutschlands Erwachen (gesetzt von Heinrich Spitta), darin die 3. Strophe: „Stand einst ein graues Heer, rang von den Alpen zum Meer. Kämpfe du mit für das künftige Land, Arbeit und Freiheit für jeglichen Stand. Kämpferland, Hitlerland, schirm dich Gottes Hand“.
Aufgrund eines Disziplinarverfahrens im Oktober 1936 wurde Fritz Jöde mit Wirkung zum 26. Februar 1937 aller Ämter enthoben; auch wurden einige seiner Schriften verboten. 1937 wurde er jedoch Leiter des Jugendfunks München und 1938 Leiter der dortigen HJ-Spielschar. Von 1939 bis 1945 wirkte er als Lehrer am Mozarteum in Salzburg. Am 29. Dezember 1939 beantragte er die Aufnahme in die NSDAP und wurde zum 1. Januar 1940 aufgenommen (Mitgliedsnummer 7.792.080). Von 1940 bis 1944 war er auch Herausgeber der Zeitschrift für Spielmusik.
Jöde, der seit 1941 in Bad Reichenhall wohnte, wurde nach dem Ende des Zweiten Weltkriegs 1945 zunächst Leiter des dortigen evangelischen Kirchenchores. Von 1947 bis 1952 war er Leiter des Amtes für Jugend- und Schulmusik in Hamburg. Von 1951 bis 1953 leitete er, ebenfalls in Hamburg, das Fach Musikpädagogik an der Musikhochschule. Anschließend ging er nach Trossingen, um dort das Internationale Institut für Jugend- und Volksmusik zu leiten.
1957 wurde Jöde mit dem Großen Verdienstkreuz der Bundesrepublik Deutschland ausgezeichnet.
Im Alter von 83 Jahren starb Jöde am 19. Oktober 1970 in Hamburg. Er wurde auf dem Nienstedtener Friedhof bestattet. 1977 wurde im Stadtteil Nienstedten der Jödeweg nach ihm benannt.
Jödes pädagogische Grundsätze waren aus der Jugendmusikbewegung erwachsen. Sein Ziel hieß: „Eine singende Jugend“ und „Ein singendes Volk“ schaffen. Das (Schul)Kind sollte auch außerhalb der Schule betreut werden. Offene Singstunden auf Märkten und Plätzen der Großstädte sollten gemeinschaftsbildend sowohl Schlager und Jazz bekämpfen als auch gegen die „bürgerliche Kunstheuchelei“ in Opern- und Konzertsälen protestieren. Jödes Hauptgrundsatz hieß: „Selbst Musizieren ist besser als Musik hören.“ Ihm ging es also in der Hauptsache um eine Aktivierung der Jugend.

## Werke (Liedersammlungen)
- Ringel-Rangel-Rosen (1913)
- 1813 Im Liede (Eine Sammlung von Volks- und volkstümlichen Liedern aus der Zeit der Befreiungskriege, 1913)
- Der kleine Rosengarten (Liedkompositionen zu Gedichten von Hermann Löns, 1917, Neuauflage 1950).
- Der Musikant (1923)
- Der Kanon. 3 Bände (1925–26); Gesamtband (1928/1959/1997), ISBN 3-7877-1030-2.
- Das Chorbuch (1925)
- Die Singstunde (Liederblätter, 1929)
- Frau Musica (Ein Singbuch fürs Haus, 1929)
- Der Pott (1936)
- Alte Madrigale (und andere A-cappella-Gesänge für gemischten Chor aus dem 16. und dem Anfang des 17. Jahrhunderts, 1948)
- Die Singstunden (Gesamtwerk), (1959)

## Werke (musiktheoretische Schriften)
- Musik und Erziehung. Ein pädagogischer Versuch und eine Reihe Lebensbilder aus der Schule. Zwißler, Wolfenbüttel 1919.
- Die Lebensfrage der neuen Schule. Saal, Lauenburg/Elbe 1921.
- Musikschulen für Jugend und Volk. Ein Gebot der Stunde. Zwißler, Wolfenbüttel 1924.
- Die Kunst Bachs. Dargestellt an seinem Inventionen. „Um darneben einen starken Vorschmack von der Komposition zu überkommen“ (= Organik. 1, ZDB-ID 2253442-8). Kallmeyer, Wolfenbüttel 1926.
- als Herausgeber: Handbücher für Musikerziehung. Kallmeyer, Wolfenbüttel 1927–1932, ZDB-ID 2219290-6.
  - Band 3: Fritz Jöde: Elementarlehre der Musik gegeben als Anweisung im Notensingen.
    - Band 3, 1: Erwerbung des Stufenraumes unter Annahme eines relativen Oreintierungspunktes.
      - Band 3, 1, 1: Das Stufenreich. 1927.

  - Band 5: Fritz Jöde: Das schaffende Kind in der Musik. Eine Anweisung für Lehrer und Freunde der Jugend.
    - Band 5, 1: Zur Theorie des Schaffens. 1928;
    - Band 5, 2: Aus der Praxis des Schaffens. 1928.
- Kind und Musik. Eine Einführung (= Schriften der Schulmusikgruppe Berlin. 1, ZDB-ID 2219407-1). Comenius u. a., Berlin u. a. 1930.
- Bände in der Reihe: Bausteine für Musikerziehung und Musikpflege. Werkreihe B. 1951–1957, ZDB-ID 1038275-6.